# Clemerson
Clemerson de Araújo Soares, plus connu sous le surnom de Clemerson ou Araújo, est un joueur de football brésilien évoluant au poste d'attaquant.

## Biographie
Il termine meilleur buteur du championnat du Japon lors de la saison 2005 avec 33 buts.
Avec le club d'Al-Gharafa, il participe à la Ligue des champions d'Asie. Lors de cette compétition, il inscrit un triplé contre le club iranien de Persépolis en avril 2009, puis un autre triplé face à l'équipe émirati d'Al-Jazira en avril 2010. Il atteint les quarts de finale de cette compétition en 2010. 
Le 16 février 2008, il inscrit avec Al-Gharafa cinq buts à lui tout seul, lors d'un match de Qatar Stars League contre Al-Wakrah.
Il inscrit avec Fluminense un but en Copa Libertadores, contre le Club América en mars 2011.

## Palmarès

### En club
- Championnat du Goiás :
  - Champion en 1998, 1999, 2000, 2002, 2003 et 2013 avec le Goiás Esporte Clube

- Championnat du Brésil de D2 :
  - Champion en 1999 avec le Goiás Esporte Clube

- Coupe du Centre-Ouest (coupe régionale) :
  - Vainqueur en 2000, 2001 et 2002 avec le Goiás Esporte Clube

- Championnat du Japon :
  - Champion en 2005 avec le Gamba Osaka

- Championnat du Minas Gerais : 
  - Champion en 2006 avec le Cruzeiro Esporte Clube

- Championnat du Qatar :
  - Champion en 2008, 2009 et 2010 avec Al-Gharafa
  - Vice-champion en 2011 avec Al-Gharafa

- Coupe du Qatar :
  - Vainqueur en 2009 avec Al-Gharafa
  - Finaliste en 2008 avec Al-Gharafa

- Coupe Crown Prince de Qatar :
  - Vainqueur en 2010 avec Al-Gharafa
  - Finaliste en 2008 avec Al-Gharafa

### Individuel
- Meilleur buteur mondial en 2005 (33 buts en 33 matchs) selon la Fédération Internationale de l'Histoire du Football et des Statistiques (IFFHS)
- Élu meilleur joueur de la J-League en 2005
- Meilleur buteur de la J-League en 2005 (33 buts)
- Nommé dans l'équipe-type de la J-League en 2005
- Meilleur buteur du championnat du Qatar en 2008 (29 buts)

- 3 sélections (1 but) en équipe du Brésil olympique :
  - Le 7 avril 1999 contre les États-Unis.
  - Le 10 décembre 1999 contre la Bolivie.
  - Le 14 décembre 1999 contre le Paraguay.